# 홍종진
홍종진(洪鍾鎭, 1968년)은 대한민국의 부동산, 경제 전문인 출신, 정치인이다. 새누리당 자유한국당 미래통합당 국민의힘 등에서 당직을 역임했다. 

## 경제 관련 방송 출연
- 아시아경제TV 부동산.경제전문위원 패널
- RTN부동산.경제TV 부동산.경제전문위원 패널
- 서울경제TV 부동산.경제전문위원 패널